# Jane's Longbow 2
Longbow 2 es la secuela de Jane's AH-64D Longbow. El juego fue desarrollado por Origin Systems con el productor ejecutivo Andy Hollis, y lanzado por Electronic Arts el 13 de noviembre de 1997.

## Jugabilidad
Longbow 2 es un juego de simulación para PC donde el jugador es un piloto de un helicóptero AH-64D Apache Longbow. El juego utiliza un motor de campaña plenamente dinámico para crear misiones desafiantes, y se puede usar un generador de misiones aleatorias. Las misiones nuevas son generadas automáticamente. El juego cuenta con una estructura de comandos, permitiendo al jugador comandar a otros helicópteros, incluyendo a los OH-58 Kiowa y los UH-60 Black Hawk. La campaña principal del juego presenta una guerra ficticia entre Estados Unidos y la República Islámica de Irán, donde las fuerzas iraníes invaden Azerbaiyán entre comienzos y mediados de los años 90.

## Longbow Anthology
Longbow Anthology fue lanzado en 1998 y es una recopilación de Jane's AH-64D Longbow, el disco de misiones Flash Point: Korea, y Longbow 2 en una misma caja, con un manual abreviado. Aunque se encuentren recopilados en una sola caja, los juegos se juegan por separado, a diferencia de Fighters Anthology, donde todos los juegos de aquella serie están recopilados dentro de uno solo. Todos los simuladores incluidos se encuentran parcheados a las versiones más recientes.

## Recepción
| Publicación           | Puntaje |
| --------------------- | ------- |
| AllGame               | [ 3 ]   |
| Computer Gaming World | [ 4 ]   |
| PC Gaming World       | 9.5/10  |

En Estados Unidos el juego vendió 49.397 copias durante 1997. Sus ventas totales en la región alcanzaron 99.430 copias para octubre de 1999, recaudando $3,89 millones. La franquicia Longbow, incluyendo los compilados y Jane's AH-64D Longbow, vendió más de 1,2 millones de unidades en su totalidad.
Kenji Takeda de PC Gaming World tuvo una mirada positiva del juego. Robin G. Kim de Computer Gaming World resumió: «[...] los diseñadores han creado un punto de referencia mucho más allá de su predecesor galardonado»
La Academy of Interactive Arts & Sciences nominó a Longbow 2 a su premio de inauguración «Juego de simulación de PC del año», pero le fue otorgado a Microsoft Flight Simulator 98. Sin embargo, Longbow 2 fue nombrado mejor simulación de vuelo de 1997 por Computer Games Strategy Plus, Computer Gaming World, GameSpot, CNET Gamecenter, PC Gamer US y la Computer Game Developers Conference. También fue finalista en la premiación de Computer Games Strategy Plus al juego del año, pero perdió contra Myth: The Fallen Lords. Los editores de Computer Gaming World escribieron: «Auténtico, emocionante, inmersivo y deslumbrante, este es un simulador que trasciende su género».
En 1998, PC Gamer lo declaró el 12.° mejor juego de computadora jamás lanzado, señalando su balance entre realismo y diversión, su modelo de campaña, y su multijugador.